# 哈德遜城市廣場 (物業)

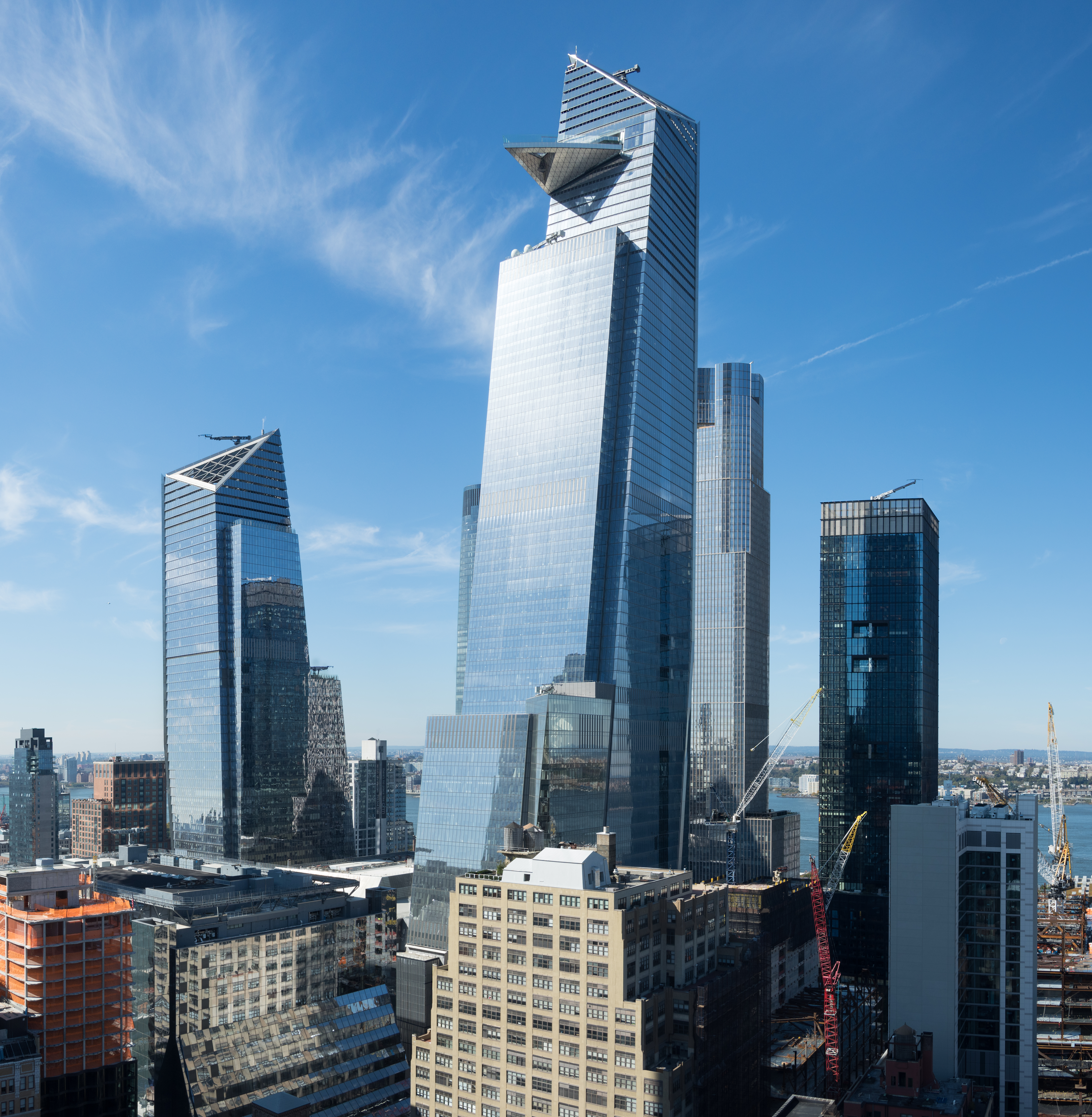

哈德遜城市廣場（英語：Hudson Yards）是美國紐約市曼哈頓的一個不動產開發項目，面積28-英畝（11-公頃）。哈德遜城市廣場的一期階段已經在2019年開業。The Related Companies和Oxford Properties是這一項目的主要開發商。

## 外部連結
- 官方网站